# لورا ويلسون (ممثلة)
لورا ويلسون (بالإنجليزية: Laura Wilson)‏ هي ممثلة نيوزيلندية، ولدت في 26 يناير 1983 في ويلينغتون في نيوزيلندا.

## وصلات خارجية
- لورا ويلسون على موقع IMDb (الإنجليزية)